# Leake, Lincolnshire
Leake var en civil parish fram till 1894 då den blev en del av New Leake och Old Leake, i grevskapet Lincolnshire, i England. Civil parish var belägen 10 km från Boston och hade 1 962 invånare år 1891.